# Rodzina Whiteoaków
Rodzina Whiteoaków lub Saga rodu Whiteoaków – cykl 16 książek kanadyjskiej pisarki Mazo de la Roche wydawanych w latach 1927–1960, opowiadających dzieje tytułowej rodziny Whiteoaków, która w 1854 roku emigruje do Kanady, na przestrzeni kolejnych 100 lat. W Ontario cykl ma status kultowy, wiele ulic lub osiedli nosi nazwę "Jalna", "Whiteoaks" itp.
Pierwsza część, zatytułowana Jalna, ukazała się po raz pierwszy drukiem w 1927 roku i zdobyła nagrodę Atlantic Prize Novel, a wraz z nią 10 tysięcy dolarów. Kolejne tomy powstawały stopniowo, choć nie w kolejności chronologicznej, w ciągu następnych ponad 30 lat, zdobywając uznane miejsce wśród klasyki kanadyjskiej literatury popularnej. Autorka zmarła rok po wydaniu szesnastego (chronologicznie drugiego) tomu.
Powieści zostały przetłumaczone na wiele języków, w tym na język polski. Po raz pierwszy ukazywały się w Polsce – przynajmniej częściowo – nie później, niż od 1948 roku. Całość została wydana w latach 1989–1994, nakładem Krajowej Agencji Wydawniczej oraz w latach 2010–2011 przez Wydawnictwo Amber, które wydało ją w 32 tomach, każdą z szesnastu części dzieląc na pół.
Na cykl Rodzina Whiteoaków składają się następujące książki:
| tom nr | wydanie oryginalne      | wydanie oryginalne | pierwsze wydanie polskie | pierwsze wydanie polskie | pierwsze wydanie polskie |
| tom nr | tytuł                   | rok                | tytuł                    | rok                      | tłumacz                  |
| ------ | ----------------------- | ------------------ | ------------------------ | ------------------------ | ------------------------ |
| 1.     | The Building of Jalna   | 1944               | Budowa Jalny             | 1950                     | Julia Rylska             |
| 2.     | Morning at Jalna        | 1960               | Poranek w Jalnie         | 1992                     | Zofia Kierszys           |
| 3.     | Mary Wakefield          | 1949               | Mary Wakefield           | 1992                     | Zofia Kierszys           |
| 4.     | Young Renny             | 1935               | Młody Renny              | 1992                     | Zofia Kierszys           |
| 5.     | Whiteoak Heritage       | 1940               | Dziedzictwo Whiteoaków   | 1993                     | Zofia Kierszys           |
| 6.     | The Whiteoak Brothers   | 1953               | Bracia Whiteoakowie      | 1993                     | Danuta Petsch            |
| 7.     | Jalna                   | 1927               | Jalna                    | 1948                     | Halina Gądek             |
| 8.     | Whiteoaks               | 1929               | We dworze Whiteoaków     | 1938–1948                | Halina Gądek             |
| 9.     | Finch’s Fortune         | 1932               | Fortuna Fincha           | 1948                     | Halina Gądek             |
| 10.    | The Master of Jalna     | 1933               | Pan na Jalnie            | 1948                     | Wacława Komarnicka       |
| 11.    | Whiteoak Harvest        | 1936               | Żniwa Whiteoaków         | 1948                     | Wacława Komarnicka       |
| 12.    | Wakefield’s Course      | 1941               | Droga Wakefielda         | 1951                     | Kazimierz Brończyk       |
| 13.    | Return to Jalna         | 1946               | Powrót do Jalny          | 1950                     | Kazimierz Brończyk       |
| 14.    | Renny’s Daughter        | 1951               | Córka Renny’ego          | 1992                     | Danuta Petsch            |
| 15.    | Variable Winds at Jalna | 1954               | Zmienne wiatry w Jalnie  | 1993                     | Danuta Petsch            |
| 16.    | Centenary at Jalna      | 1958               | Stulecie Jalny           | 1994                     | Zofia Kierszys           |

## Ekranizacje
Książki były wielokrotnie adaptowane dla potrzeb telewizji, radia i teatru. W 1935 roku powstał film Jalna w reżyserii Johna Cromwella, a w 1972 roku miniserial Rodzina Whiteoaków (The Whiteoaks of Jalna).